# Santa Maria da Devesa
Santa Maria da Devesa ist eine Gemeinde (Freguesia) im portugiesischen Kreis (Concelho) von Castelo de Vide. In ihr leben 1393 Einwohner auf einer Fläche von 56 km² (Stand 19. April 2021).
Sie ist die wichtigste Stadtgemeinde der Kleinstadt (Vila) Castelo de Vide und umfasst große Teile des Stadtgebiets und Teile des Umlands. Viele der wichtigsten Bauwerke und Sehenswürdigkeiten Castelo de Vides liegen daher im Gebiet der Gemeinde Santa Maria da Devesa, darunter verschiedene vorgeschichtliche Antas und Bauwerke der portugiesischen jüdischen Geschichte des Ortes (siehe auch Rede de Judiarias, zu der Castelo de Vide gehört).

## Sehenswürdigkeiten und Baudenkmäler
- Anta da Casa dos Galhardos (auch Anta do Galhardo)
- Menhir da Meada
- Anta das Tapadas de Pedro Álvaro (auch Anta do Pêro d' Alva oder Anta de Pedro Álvaro)
- Anta dos Pombais
- Castelo de Castelo de Vide (namensgebende Burg von Castelo de Vide)
- Casa na Rua Nova, n.º 24 (urbanes Wohnhaus)
- Igreja de Santo Amaro (Gemeindekirche, auch Igreja da Misericórdia)
- Casa do Pintor Ventura Porfírio (Haus des Males Ventura Porfírio mit Garten)
- Anta do Vale de Sancho
- Anta dos Olheiros
- Anta do Porto Aivado (auch Anta do Porto Alvado)
- Igreja de Nossa Senhora da Alegria (auch Igreja do Castelo)
- Sinagoga de Castelo de Vide (Synagoge)
- Vergleiche auch die Liste der Kulturdenkmale im Concelho Castelo de Vide